# Krotkaya
Krótkaya (conocida internacionalmente como A Gentle Creature) es una película dramática de 2017 dirigida por Serguéi Loznitsa y coproducida entre Rusia, Francia, Alemania, Países Bajos, Letonia, Ucrania y Lituania. Fue seleccionada para competir por la Palma de Oro en el Festival Internacional de Cine de Cannes en 2017. El filme está inspirado en el relato La sumisa del reconocido autor Fiódor Dostoyevski.

## Sinopsis
Una mujer vive sola en las afueras de un pueblo de Rusia. Un día recibe un paquete que había enviado a su marido encarcelado, con la indicación "devolver al remitente". Sorprendida y confundida, la mujer no tiene más remedio que viajar a la prisión en una región remota del país buscando una explicación. Así comienza la historia de una batalla contra esta fortaleza impenetrable, la prisión donde las fuerzas del mal social están constantemente trabajando. Afrontando la violencia y la humillación, frente a toda oposición, nuestra protagonista se embarca en una búsqueda ciega de justicia.

## Reparto

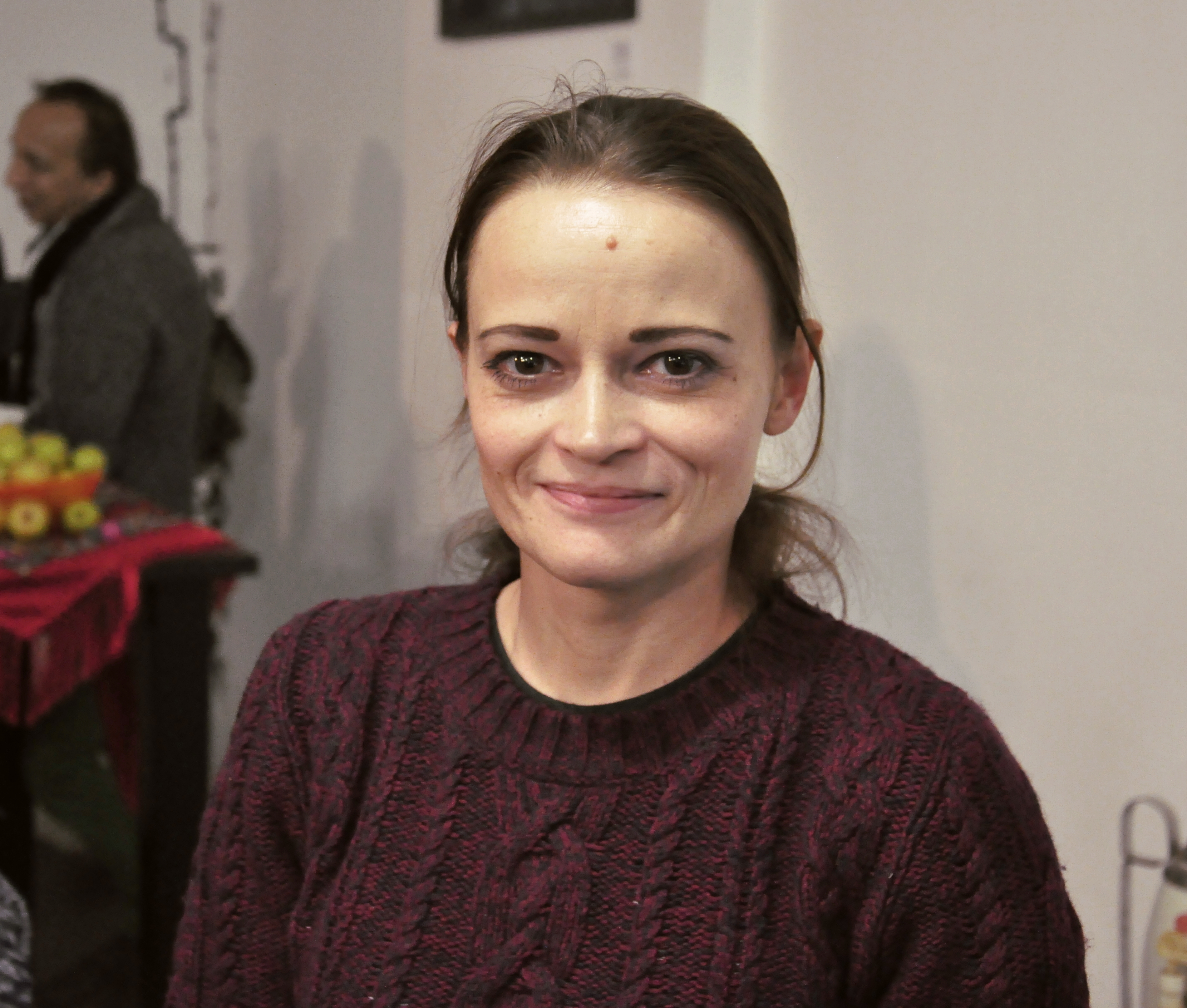
Vasilina Mákovtseva, protagonista de Krótkaya.

- Vasilina Mákovtseva
- Serguéi Kólesov
- Dmitry Bykovsky
- Líya Ajedzhákova
- Vadim Dubovsky
- Roza Hayrúllina
- Serguéi Fiódorov
- Marina Kleschiova
- Alisa Kravtsova
- Serguéi Russkin
- Aleksandr Zamuráiev
- Svetlana Kólesova
- Valeriu Andriuta
- Nikolái Kolyada (en)
- Konstantín Itunin
- Borís Kamorzín
- Antón Makushin
- Serguéi Koshonin
- Víktor Nemets
- Elena Netiósina

## Producción
La película fue producida por Marianne Slot y Carine Leblanc de Slot Machine (Francia). Los coproductores fueron Valentina Mikhaleva, Galina Sementseva, Lev Karakhan, Gunnar Dedio, Uljana Kim, Peter Warnier, Marc van Warmerdam y Serge Lanrenyuk.
Krótkaya ha sido producida en coproducción con Arte France, la compañía GP cinema (Rusia), LOOKSfilm (Alemania), Studio Uljana Kim (Lituania), Wild at Art & Graniet Film (Países Bajos), Solar Media Entertainment (Ucrania), en asociación con Wild Bunch, Haut et Court, Potemkine Films, Atoms & Void, Film Angels Studio y con el apoyo de Eurimages, Aide aux Cinémas du Monde, Aide à la Coproduction Franco-Allemande, Centre National du Cinéma et de l'image Animée, Institut Français, Mitteldeutsche Medienförderung, Filmförderungsanstalt, Netherlands Film Fund, Netherlands Film Production Incentive, National Film Centre of Latvia, Riga Film Fund, Lithuanian Film Centre, Lithuanian National Radio and Television y el programa Creative Europe - Media of the European Union.
La cinta fue rodada en Letonia y Lituania.

## Recepción

### Taquilla
El presupuesto para la película fue de dos millones de euros. La taquilla rusa reportó que durante su primer fin de semana fue recolectado el 35.7% de este valor.

### Respuesta de la crítica
La película obtuvo una cálida recepción crítica. En el sitio web especializado en reseñas Rotten Tomatoes, el filme tiene un 77% de aprobación, según 30 reseñas, con un rating promedio de 7.1 sobre 10. En Metacritic se le asignó un puntaje de 78 sobre 100, indicando "reseñas generalmente favorables".

"Krótkaya es una película brutalmente realista - al menos al principio - que lleva a su heroína en un peregrinaje por el vasto bosque del sufrimiento nacional. Sin embargo, lo hace con un inquietante y acelerado patrón de coincidencias y ecos espeluznantes, que finalmente mutan en una especie de expresionismo satírico - un florecimiento que algunos podrían considerar un poco de evasión narrativa o incluso un menoscabo de esa base de autenticidad sobre la que habíamos entendido la película. Pero ciertamente proporciona un tipo de horror convulsivo, si no catártico".
Peter Bradshaw, The Guardian

"Krótkaya es el grito de guerra de Loznitsa, exhausto y agotador. Su retrato de Rusia en el centenario de la Revolución muestra una sociedad civil que se derrumbó hace mucho tiempo y cuyos ciudadanos están demasiado destrozados para preocuparse por ello".
Jay Weissburg, Variety

"Con todo tipo de sombras, tanto buenas como malas, Krótkaya del director nacido en Bielorrusia Serguéi Loznitsa se adentra en el alma rusa y encuentra allí una oscuridad insondable. Esta desgarradora historia, que sólo se relaciona vagamente con la historia homónima de Dostoievski y la adaptación cinematográfica de 1969 del material original de Robert Bresson, gira en torno a una anónima mujer estoica (Vasilina Mákovtseva) que está atrapada en una pesadilla de cárceles siberianas. Aunque aquí hay ecos penetrantes de la absurda ficción de Gógol, Kafka y otros, así como de los míticos viajes al inframundo, el enfoque de Loznitsa es únicamente cinematográfico y se relaciona su trabajo anterior, tanto con sus dos anteriores películas de ficción, My Joy e En la niebla, como con sus documentales poderosos y minimalistas Maidán y Austerlitz".
Leslie Felperin, The Hollywood Reporter

"Cada individuo tiene su propio infierno personal. Por esto mismo, puede haber un infierno personal para naciones enteras. Hay numerosos libros (Gógol, Dostoyevski, Saltykov-Schedrín) y películas (Leviatán y Loveless entre las más recientes) sobre la naturaleza de los demonios propios de Rusia. La última película de Loznitsa, Krótkaya, es otro ejemplo del mismo tema. Krótkaya es una historia que recuerda nada menos que al Castillo de Fanz Kafka y a los fatigosos sufrimientos de K, su protagonista. Al igual que en el universo de Kafka, todo emana hostilidad. Pero la fuente de dicha hostilidad está oculta al espectador; es irracional y escurridiza. No parece haber un epicentro de este mal, ningún portador individual o incluso una fuente obvia. Por lo tanto, no puede ser eliminada".
Tamara Orlova-Álvarez, Ikon London Magazine